# Шауки Ибрахим Аллям
Шауки́ Ибрахи́м Абду́л-Кари́м Алля́м (араб. شوقي إبراهيم عبد الكريم علام‎; род. 12 августа 1961, Бухейра, Египет) — египетский исламский религиозный деятель и преподаватель исламского права (фикх) в Университете аль-Азхар. Верховный муфтий Египта с 4 марта 2013 года.

## Биография
Родился 12 августа 1961 года в мухафазе Бухейра. В 1996 году окончил Университет аль-Азхар со степенью в сфере фикха и шариата.

### Должность
С 4 марта 2013 года совет учёных Аль-Азхара избрал его верховным муфтием Египта. Его избрание стало первым случаем когда верховный муфтий был избран советом учёных, а не назначен президентом.

## Взгляды
Известен как умеренный мусульманин, который не приемлет фанатизм и не имеет политических пристрастий. В марте 2013 года он выпустил предупреждение о том, что любая агрессия по отношению к Аль-Азхару или его Великому имаму «подрывает безопасность Египта». Это заявление было призывов к отставке Великого имама, сделанных после того, как около 500 студентов Аль-Азхара были госпитализированы с пищевым отравлением. Всё же, в апреле 2013 года были проведены выборы, на которых был избран новый ректор Аль-Азхара.